# Mengistu Haile Mariam
Mengistu Haile Mariam (amhariska: መንግሥቱ ኀይለ ማሪያም), född 21 maj 1937 i Wolayita eller Kaffa, är en etiopisk före detta militär och politiker. Han var Etiopiens statschef mellan 1977 och 1991.

## Biografi
Från 1974 var Mengistu förste vice ordförande i provisoriska militärrådet (dergen), den militärjunta som styrde Etiopien efter att Haile Selassie störtades och kejsardömet avskaffades. Efter interna maktkamper blev han 1977 juntans ordförande, och därmed statschef. Därefter inledde hans regim omfattande repressioner mot politiska motståndare, i första hand riktade mot konkurrerande revolutionärt socialistiska grupperingar, med tusentals döda som följd. Vidare fortsatte Mengistu den omfattande nationalisering och omfördelning av jordbruksmarken, som  tidigare inletts av juntan för att få bort resterna av den gamla feodala ekonomin. Utrikespolitiskt var Etiopien under Mengistu allierat med socialistiska stater som Sovjetunionen och Kuba, varifrån man bland annat erhöll ekonomiskt och militärt stöd i Ogadenkriget med Somalia 1977–78.
Mellan 1983 och 1985 drabbades Etiopien av en omfattande hungersnöd, med hundratusentals döda som följd; orsaken anses vara en kombination av torka, det etiopiska inbördeskrigets konsekvenser, samt de väpnade revolterna i Eritrea och Tigray. År 1984 grundade Mengistu Etiopiska Arbetarpartiet, som kom att bli landets statsbärande parti, och 1987 upplöstes dergen då en ny stat, Demokratiska Folkrepubliken Etiopien, utropades i landet. Samtidigt hade de väpnade grupperingar som stred mot regeringen enats under paraplyorganisationen Etiopiska folkets revolutionära demokratiska front (EPRDF), som fick stöd från USA, och Sovjetunionen började minska sitt stöd till Mengistus regim.
I maj 1991, då EPRDF:s styrkor avancerade mot huvudstaden Addis Abeba, avgick Mengistu och flydde till Zimbabwe, där han beviljades asyl av Robert Mugabe. I Etiopien dömdes han 2007 i sin frånvaro till livstids fängelse för folkmord; straffet skärptes 2008 till dödsstraff.

## Fotnoter
1. ↑  ”Profile: Mengistu Haile Mariam”. BBC News. 12 december 2006. http://news.bbc.co.uk/1/hi/world/africa/6171927.stm. Läst 1 juni 2023.
2. ↑  ”Mengistu Haile Mariam”. Encyclopædia Britannica. https://www.britannica.com/biography/Mengistu-Haile-Mariam. Läst 1 juni 2023.
3. ↑  Ethiopia, rulers.org, läst 2020-04-27
4. ↑  Tiruneh, Andargachew (1993). The Ethiopian Revolution 1974–1987: A Transformation from an Aristocratic to a Totalitarian Society. LSE Monographs in International Studies. Cambridge: Cambridge University Press. sid. 284–296
5. ↑  Gebru Tareke (2000). ”The Ethiopia-Somalia War of 1977 Revisited”. The International Journal of African Historical Studies (African Studies Center, Boston University) 33 (3). https://www.jstor.org/stable/3097438?seq=1. Läst 2 juni 2023.
6. ↑  de Waal, Alex (1991). Evil Days: Thirty Years of War and Famine in Ethiopia. New York: Human Rights Watch. sid. 4. https://archive.org/details/bub_gb_RcVFXUwraxsC/page/n3/mode/2up. Läst 2 juni 2023
7. ↑  Vaughan, Sarah (2003). Ethnicity and Power in Ethiopia. Edinburgh: University of Edinburgh. sid. 168. https://era.ed.ac.uk/bitstream/id/1299/vaughanphd.pdf. Läst 2 juni 2023
8. ↑  ”Mengistu Haile Mariam”. Nationalencyklopedin. https://www.ne.se/uppslagsverk/encyklopedi/l%C3%A5ng/mengistu-haile-mariam. Läst 2 juni 2023.